# Robert Ballaman
Robert Ballaman (ur. 21 czerwca 1926 w Reconvilier, zm. 5 września 2011 w Zurychu) – szwajcarski piłkarz grający na pozycji napastnika. W swojej karierze rozegrał 50 meczów w reprezentacji Szwajcarii, w których strzelił 19 goli.

## Kariera klubowa
Swoją karierę piłkarską Ballaman rozpoczął w klubie FC Biel-Bienne. W sezonie 1946/1947 zadebiutował w nim w pierwszej lidze szwajcarskiej i w debiutanckim sezonie wywalczył mistrzostwo Szwajcarii. W Biel/Bienne grał do końca sezonu 1949/1950.
Latem 1950 roku Ballaman przeszedł do Grasshoppers Zurych. W sezonach 1951/1952 i 1955/1956 został z Grasshoppers mistrzem Szwajcarii. W tych samych sezonach zdobywał również Puchar Szwajcarii. W 1963 roku odszedł do FC Winterthur, w którym w 1964 roku zakończył karierę.

## Kariera reprezentacyjna
W reprezentacji Szwajcarii Ballaman zadebiutował 20 czerwca 1948 roku w zremisowanym 3:3 towarzyskim meczu z Hiszpanią, rozegranym w Zurychu. W 1954 roku został powołany do kadry na mistrzostwa świata w Szwajcarii. Na nich był podstawowym zawodnikiem i wystąpił w czterech spotkaniach: z Włochami (2:1 i gol), z Anglią (0:2), ponownie z Włochami (4:1 i gol) i ćwierćfinale z Austrią (5:7 i dwa gole). W kadrze narodowej od 1948 do 1961 roku rozegrał 50 meczów i strzelił w nich 19 goli.